# 2. HMNL 2021./22.
Druga hrvatska malonogometna liga za sezonu 2021./22. 
 
Liga se sastojala od tri skupine "Istok", "Jug" i "Zapad" u kojima je ukupno sudjelovalo 35 klubova. 
 
Prvaci skupina, te devetoplasirana momčad 1. HMNL potom igraju kvalifikacije za 1. HMNL. 

## Ljestvice i rezultati

### Istok
Ljestvica
| mj. | klub                      | ut | pob | ner | por | gol+ | gol- | bod | bod- |
| --- | ------------------------- | -- | --- | --- | --- | ---- | ---- | --- | ---- |
| 1. | Osijek                    | 19 | 15  | 3   | 1   | 152  | 49   | 48  |      |
| 2. | Aurelia Futsal Vinkovci   | 19 | 15  | 1   | 3   | 138  | 48   | 46  |      |
| 3. | Nova Gradiška             | 19 | 15  | 1   | 3   | 133  | 61   | 46  |      |
| 4. | Brod 035 (Slavonski Brod) | 19 | 9   | 4   | 6   | 76   | 65   | 31  |      |
| 5. | Slatina                   | 19 | 8   | 1   | 10  | 96   | 91   | 25  |      |
| 6. | Brod (Slavonski Brod)     | 19 | 8   | 1   | 10  | 65   | 80   | 25  |      |
| 7. | Vinkovci Učilište Studium | 19 | 6   | 2   | 11  | 83   | 106  | 20  |      |
| 8. | Jakšić                    | 19 | 4   | 1   | 14  | 64   | 110  | 13  |      |
| 9. | Autodijelovi Tokić Požega | 19 | 3   | 2   | 14  | 62   | 126  | 11  |      |
| 10. | Mala Mljekara Valpovo     | 10 | 5   | 1   | 4   | 50   | 53   | 9   | -7   |
| 11. | Futsal Olimpijac Županja  | 19 | 2   | 3   | 14  | 56   | 186  | 9   |      |
| | Našice                    | 2  | 0   | 0   | 2   | 0    | 6    | -6  | -6   |
| |                           |    |     |     |     |      |      |     |      |
| "Mala Mljekara" - Valpovo - odustali u nakon prvog dijela sezone "Našice" - odustali na početku sezone |                           |    |     |     |     |      |      |     |      |

 Izvori: 

 hns-cff.hr, 2. HMNL - Istok (2021./22.) 

 crofutsal.com, 22. kolo i ljestvica 

 crofutsal.com, 22. kolo 

 mnk-vinkovci.hr 

Rezultatska križaljka
| kratica | klub                      | AURF | AUTDT | BROD | BROD035 | FUTOL | JAK | NOVG | OSI | SLA | VINUS | MALM | NAŠ |
| --- | ------------------------- | ---- | ----- | ---- | ------- | ----- | --- | ---- | --- | --- | ----- | ---- | --- |
| AURF | Aurelia Futsal Vinkovci   |      |       |      |         |       |     |      |     |     |       |      |     |
| AUTDT | Autodijelovi Tokić Požega |      |       |      |         |       |     |      |     |     |       |      |     |
| BROD | Brod (Slavonski Brod)     |      |       |      |         |       |     |      |     |     |       |      |     |
| BROD035 | Brod 035 (Slavonski Brod) |      |       |      |         |       |     |      |     |     |       |      |     |
| FUTOL | Futsal Olimpijac Županja  |      |       |      |         |       |     |      |     |     |       |      |     |
| JAK | Jakšić                    |      |       |      |         |       |     |      |     |     |       |      |     |
| NOVG | Nova Gradiška             |      |       |      |         |       |     |      |     |     |       |      |     |
| OSI | Osijek                    |      |       |      |         |       |     |      |     |     |       |      |     |
| SLA | Slatina                   |      |       |      |         |       |     |      |     |     |       |      |     |
| VINUS | Vinkovci Učilište Studium |      |       |      |         |       |     |      |     |     |       |      |     |
| MALM | Mala Mljekara Valpovo     |      |       |      |         |       |     |      |     |     |       |      |     |
| NAŠ | Našice                    |      |       |      |         |       |     |      |     |     |       |      |     |
| |                           |      |       |      |         |       |     |      |     |     |       |      |     |
| podebljan rezultat - igrano u prvom dijelu lige (1. – 11. kolo) rezultat normalne debljine - igrano u drugom dijelu lige (12. – 22. kolo) prekrižen rezultat - poništena ili brisana utakmica |                           |      |       |      |         |       |     |      |     |     |       |      |     |

 Izvori: 

### Jug
Ljestvica
| mj. | klub               | ut | pob | ner | por | gol+ | gol- | bod | bod- |
| --- | ------------------ | -- | --- | --- | --- | ---- | ---- | --- | ---- |
| 1.  | Torcida Split      | 22 | 16  | 4   | 2   | 107  | 44   | 51  | -1   |
| 2.  | Split              | 22 | 15  | 5   | 2   | 121  | 67   | 50  |      |
| 3.  | Jezera             | 22 | 12  | 3   | 7   | 91   | 71   | 39  |      |
| 4.  | Kijevo Knin        | 22 | 10  | 6   | 6   | 84   | 63   | 36  |      |
| 5.  | Trogir             | 22 | 11  | 3   | 8   | 106  | 105  | 35  | -1   |
| 6.  | Ombla Dubrovnik    | 22 | 8   | 4   | 10  | 88   | 103  | 28  |      |
| 7.  | Heroji 2007 Vodice | 22 | 7   | 6   | 9   | 67   | 73   | 27  |      |
| 8.  | Murter             | 22 | 6   | 7   | 9   | 99   | 92   | 25  |      |
| 9.  | Mejaši Split       | 22 | 7   | 3   | 12  | 84   | 102  | 24  |      |
| 10. | Genius Split       | 22 | 5   | 5   | 12  | 78   | 92   | 20  |      |
| 11. | Bačvice Split      | 22 | 6   | 1   | 15  | 72   | 144  | 18  | -1   |
| 12. | Hajduk Split       | 22 | 4   | 3   | 15  | 90   | 131  | 15  |      |

 Izvori: 

 hns-cff.hr, 2. HMNL - Jug (2021./22.) 

 hns-cff.hr, Glasnik 2. HMNL - Jug 2021./22.' - br. 22  (22. kolo i ljestvica) 
 
 crofutsal.com, 22. kolo 

Rezultatska križaljka
| kratica | klub               | BAČ | GEN | HAJ | HER | JEZ | KIJ | MEJ | MUR | OMB | SPL | TOR | TRO |
| --- | ------------------ | --- | --- | --- | --- | --- | --- | --- | --- | --- | --- | --- | --- |
| BAČ | Bačvice Split      |     |     |     |     |     |     |     |     |     |     |     |     |
| GEN | Genius Split       |     |     |     |     |     |     |     |     |     |     |     |     |
| HAJ | Hajduk Split       |     |     |     |     |     |     |     |     |     |     |     |     |
| HER | Heroji 2007 Vodice |     |     |     |     |     |     |     |     |     |     |     |     |
| JEZ | Jezera             |     |     |     |     |     |     |     |     |     |     |     |     |
| KIJ | Kijevo Knin        |     |     |     |     |     |     |     |     |     |     |     |     |
| MEJ | Mejaši Split       |     |     |     |     |     |     |     |     |     |     |     |     |
| MUR | Murter             |     |     |     |     |     |     |     |     |     |     |     |     |
| OMB | Ombla Dubrovnik    |     |     |     |     |     |     |     |     |     |     |     |     |
| SPL | Split              |     |     |     |     |     |     |     |     |     |     |     |     |
| TOR | Torcida Split      |     |     |     |     |     |     |     |     |     |     |     |     |
| TRO | Trogir             |     |     |     |     |     |     |     |     |     |     |     |     |
| |                    |     |     |     |     |     |     |     |     |     |     |     |     |
| podebljan rezultat - igrano u prvom dijelu lige (1. – 11. kolo) rezultat normalne debljine - igrano u drugom dijelu lige (12. – 22. kolo) prekrižen rezultat - poništena ili brisana utakmica |                    |     |     |     |     |     |     |     |     |     |     |     |     |

 Izvori: 

### Zapad
Ljestvica
| mj.                                                                                  | klub                           | ut | pob | ner | por | gol+ | gol- | bod | bod- |
| ------------------------------------------------------------------------------------ | ------------------------------ | -- | --- | --- | --- | ---- | ---- | --- | ---- |
| 1.                                                                                   | Futsal Gorica (Velika Gorica)  | 16 | 12  | 2   | 2   | 92   | 43   | 38  |      |
| 2.                                                                                   | Uspinjača Gimka Zagreb         | 16 | 12  | 1   | 3   | 104  | 47   | 37  |      |
| 3.                                                                                   | Otočac                         | 16 | 10  | 0   | 6   | 89   | 61   | 30  |      |
| 4.                                                                                   | Bjelovar                       | 16 | 10  | 0   | 6   | 90   | 90   | 30  |      |
| 5.                                                                                   | Jesenje (Gornje Jesenje)       | 16 | 8   | 1   | 7   | 89   | 75   | 25  |      |
| 6.                                                                                   | Rijeka                         | 16 | 7   | 1   | 8   | 72   | 64   | 22  |      |
| 7.                                                                                   | Novi Marof                     | 16 | 5   | 0   | 11  | 54   | 82   | 15  |      |
| 8.                                                                                   | Petrinjčica (Petrinja)         | 16 | 3   | 2   | 11  | 45   | 102  | 11  |      |
| 9.                                                                                   | Zagreb 92                      | 16 | 1   | 1   | 14  | 46   | 127  | 3   | -1   |
|                                                                                      | Škurinje Novo Naselje (Rijeka) | 5  | 0   | 0   | 5   | 6    | 30   | -1  | -1   |
|                                                                                      | Siscia (Sisak)                 | 7  | 0   | 0   | 7   | 7    | 12   | -1  | -1   |
|                                                                                      |                                |    |     |     |     |      |      |     |      |
| "Škurinje Novo Naselje" - Rijeka i "Siscia" - Sisak - odustali u prvom dijelu sezone |                                |    |     |     |     |      |      |     |      |

 Izvori: 

 hns-cff.hr, 2. HMNL - Zapad (2021./22.) 

 crofutsal.com, 22. kolo 

Rezultatska križaljka
| kratica | klub                           | BJE | FGOR | JES | NOVM | OTO | PET | RIJ | USPG | ZAG | SIS | ŠKU |
| --- | ------------------------------ | --- | ---- | --- | ---- | --- | --- | --- | ---- | --- | --- | --- |
| BJE | Bjelovar                       |     |      |     |      |     |     |     |      |     |     |     |
| FGOR | Futsal Gorica (Velika Gorica)  |     |      |     |      |     |     |     |      |     |     |     |
| JES | Jesenje (Gornje Jesenje)       |     |      |     |      |     |     |     |      |     |     |     |
| NOVM | Novi Marof                     |     |      |     |      |     |     |     |      |     |     |     |
| OTO | Otočac                         |     |      |     |      |     |     |     |      |     |     |     |
| PET | Petrinjčica (Petrinja)         |     |      |     |      |     |     |     |      |     |     |     |
| RIJ | Rijeka                         |     |      |     |      |     |     |     |      |     |     |     |
| USPG | Uspinjača Gimka Zagreb         |     |      |     |      |     |     |     |      |     |     |     |
| ZAG | Zagreb 92                      |     |      |     |      |     |     |     |      |     |     |     |
| SIS | Siscia (Sisak)                 |     |      |     |      |     |     |     |      |     |     |     |
| ŠKU | Škurinje Novo Naselje (Rijeka) |     |      |     |      |     |     |     |      |     |     |     |
| |                                |     |      |     |      |     |     |     |      |     |     |     |
| podebljan rezultat - igrano u prvom dijelu lige (1. – 11. kolo) rezultat normalne debljine - igrano u drugom dijelu lige (12. – 22. kolo) prekrižen rezultat - poništena ili brisana utakmica |                                |     |      |     |      |     |     |     |      |     |     |     |

 Izvori: 

### Kvalifikacije za 1. HMNL
Igrano kao mini-liga od 24. travnja do 29. svibnja 2022. 
Ljestvica
| mj. | klub                          | ut | pob | ner | por | gol+ | gol- | bod | 2021./22.       |
| --- | ----------------------------- | -- | --- | --- | --- | ---- | ---- | --- | --------------- |
| 1.  | Osijek                        | 6  | 4   | 1   | 1   | 34   | 25   | 13  | 1. HMNL         |
| 2.  | Torcida Split                 | 6  | 4   | 0   | 2   | 28   | 17   | 12  | 1. HMNL         |
| 3.  | Šibenik 1983                  | 6  | 2   | 2   | 2   | 24   | 22   | 8   | 2. HMNL - Jug   |
| 4.  | Futsal Gorica (Velika Gorica) | 6  | 0   | 1   | 5   | 12   | 34   | 1   | 2. HMNL - Zapad |

 Izvori: 

 hns-cff.hr, Liga za popunu 1. HMNL - 6. kolo 

 hns-cff.hr, 1. HMNL 2021./22. 

 rezultati.com, 1. HMNL - 2021./22. - liga za popunu

Rezultatska križaljka
| kratica | klub                          | FGOR | OSI | ŠIB | TOR |
| --- | ----------------------------- | ---- | --- | --- | --- |
| FGOR | Futsal Gorica (Velika Gorica) |      | 2:7 | 2:5 | 1:6 |
| OSI | Osijek                        | 8:4  |     | 6:6 | 6:2 |
| ŠIB | Šibenik 1983                  | 1:1  | 5:6 |     | 6:3 |
| TOR | Torcida Split                 | 7:2  | 6:1 | 4:1 |     |
| |                               |      |     |     |     |
| podebljan rezultat - igrano u prvom dijelu lige (1. – 3. kolo) rezultat normalne debljine - igrano u drugom dijelu lige (4. – 6. kolo) prekrižen rezultat - poništena ili brisana utakmica |                               |      |     |     |     |

 Izvori: 

## Vanjske poveznice
- hns-cff.hr, Hrvatski nogometni savez
- crofutsal.com
- hns-cff.hr, Natjecanja > Mali nogomet - futsal > 2. HMNL - Istok
- hns-cff.hr, Natjecanja > Mali nogomet - futsal > 2. HMNL - Jug
- hns-cff.hr, Natjecanja > Mali nogomet - futsal > 2. HMNL - Zapad
- crofutsal.com, 2.HMNL-Istok
- crofutsal.com, 2.HMNL-Jug
- crofutsal.com, 2.HMNL-Zapad